# 森林医院
森林医院一般认为有两种解释：
1. 站在自然的角度，指的是为了预防生物灾害，保护生态安全、促进森林健康，以森林这一陆地生态系统作为医治对象的各种人为干预措施。
2. 站在社会的角度，有时认为是利用森林环境对人类的天然医疗作用，而采用的形象比喻。

这两个角度的看法不但不矛盾，反而从很直接地体现了人类保护自然、推行森林健康理念中生态、产业、文化最终服务于人类的思想和现实意义。在中国，国家林业局森林病虫害防治总站正在全国森防系统中打造的一个国家网络森林医院服务平台，服务于公众，造福于人类。